# Кузнецкий, Пётр Васильевич
Пётр Васильевич Кузнецкий (1844—1912) — русский медик, пионер земской хирургии, доктор медицины (1899). Ученик доктора медицины, члена-корреспондента Парижской академии наук Петра Васильевича Рудановского.

## Биография

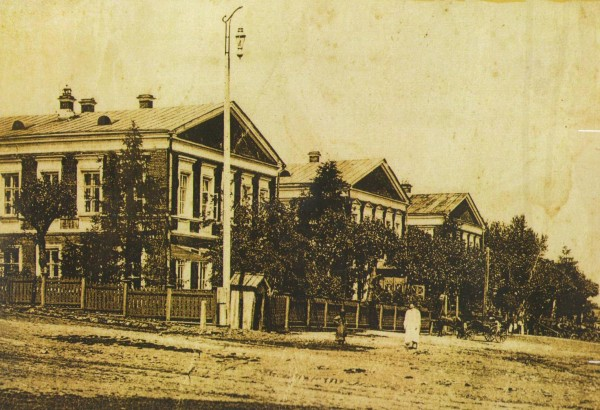
Нижнетагильская земская больница до Октябрьской революции

Родился 25 марта (6 апреля) 1844 года в городе Вольске Саратовской губернии в семье священнослужителя.
Окончил Саратовскую гимназию и медицинский факультет Казанского университета (в 1871 году). Работал в Верхотурском уезде земским хирургом, преподавал в Нижне-Тагильской земской фельдшерской школе (в 1871—1888 годах). 1884 году в Нижнем Тагиле по плану и при непосредственном участии Петра Васильевича была построена земская больница.
Был делегатом I съезда земских врачей Пермской губернии, возглавлял уездный санитарный комитет. Также был участником на съездах российских хирургов; Русское хирургическое общество избрало его своим почётным членом. Был активным деятелем Российского общества Красного Креста, а с 1904 года являлся председателем Нижнетагильского комитета Красного Креста.
Был участником русско-турецкой войны 1877—1878 годов. Являлся почётным членом Уральского медицинского общества и Уральского общества любителей естествознания.
Умер от пневмонии в посёлке Нижне-Тагильского завода 21 мая 1912 года. Его сын Дмитрий тоже стал медиком.